# Vierde Havendok

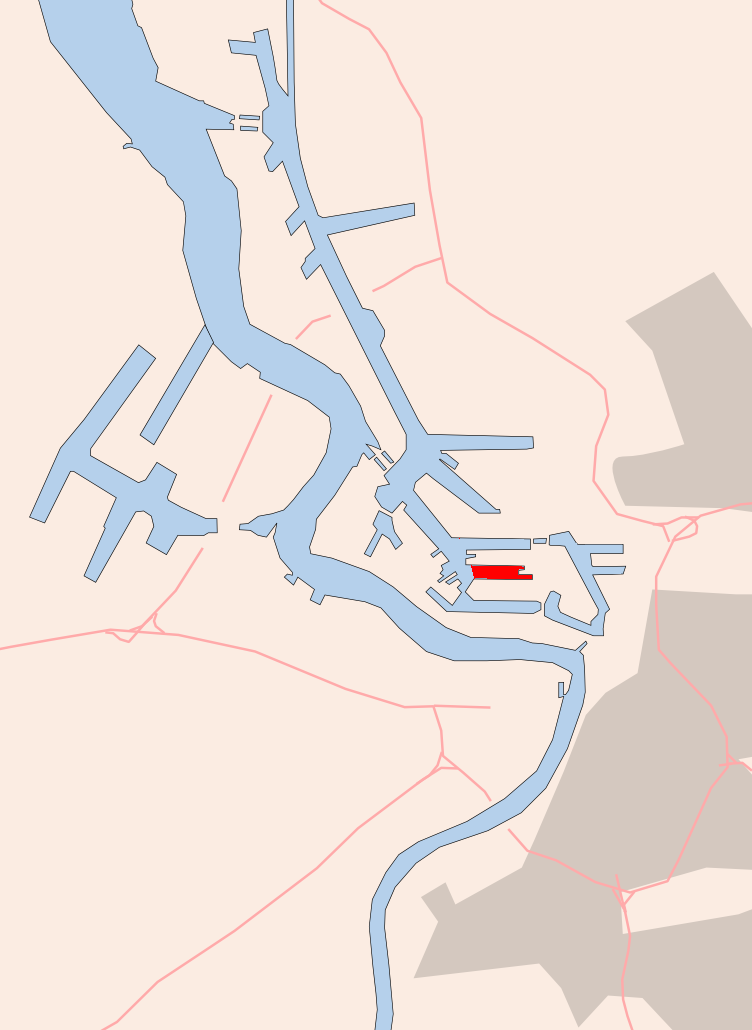
Locatie

Het Vierde Havendok ligt in het noorden van Antwerpen en ligt evenwijdig met het noordelijk gelegen Leopolddok en het zuidelijk gelegen Vijfde Havendok. Al deze dokken liggen in oost-westrichting. Het Vierde Havendok is in 1932 aangelegd en is 1.450 meter lang en 300 meter breed, met een dokdiepte van 7,75 meter.
De nummeringen aan de noordzijde van het Vierde Havendok loopt vanaf 241 tot 259. Vanaf 241 tot 247 ligt de Noordnatie. Vanaf 249 tot 251 is de Silvernatie er aanwezig. Daar ontbreekt een meerpaal 77, zodat de meerpalen 76 en 78 20 meter van elkaar staan. Vanaf 253 tot 259 liggende de concessies van Zilvernatie, Mabesone, Venkeler en Plouviër in deze volgorde. Aan de oostkant liggen vier kleine insteekdokken met de nummers 261, 267, 269 tot 271. Hier begint de zuidkant van het Vierde Havendok. In die insteekdokjes zijn Plouviër en Beliard Murdoch gevestigd.
De insteekdokken zijn de D.D.M. 7 en D.D.M. 8, A- en B-droogdok aanwezig. In 1979 zijn tijdens een zware storm en een stevige westenwind enkele geladen binnenschepen beschadigd en zelfs een spits gezonken, als gevolg van de hoge golfslag, die toen direct in de smalle inhammen stond.
Vanaf de nummers 269 tot 285 formeert het de zuidkant van het 1.450 meter lange dok. Op 269 is de vestiging Trans Europ Tankers, en verder, vanaf 271 tot 275 de Stork MEC-vestiging. Van 277 tot aan de hoek Vierde Havendok en Hansadok ligt het grote uitgestrekte havenconcern van Antwerp Terminal & Processing Company (ATPC). Uiteindelijk op de buiten schuine hoek van kaai 287 is het Sabl. & Carr. Reünies-concern. Recht tegenover het Vierde Havendok ligt het Antwerp Shiprepair, de Mercantile.
Op de Antwerpse rechteroever van de Schelde:
Albertdok · Amerikadok · Asiadok · Bevrijdingsdok · Bonapartedok · Churchilldok · Derde Havendok · Eerste Havendok · Graandok · Hansadok · Houtdok · Industriedok · Kanaaldok · 
Kattendijkdok · Kempisch dok · Kooldok · Leopolddok · Lobroekdok · Margueriedok · Marshalldok · Noordschippersdok · Petroleumdok · Sasdok · Schippersdok · Schuildok voor Lichters · Siberiadok · Steendok · Straatsburgdok · Suezdok · Tweede Havendok · Verbindingsdok · Vierde Havendok · Vijfde Havendok · Willemdok · Zesde Havendok · Zuiderdokken
Op de Oost-Vlaamse linkeroever van de Schelde:
Deurganckdok · Doeldok · Noordelijk Insteekdok · Saeftinghedok · Verrebroekdok · Vrasenedok · Waaslandkanaal · Zuidelijk Insteekdok